# Артюшинская (Красноборский район)
Артюшинская — деревня в Красноборском районе Архангельской области. Входит в состав Верхнеуфтюгского сельского поселения.

## География
Находится в юго-восточной части Архангельской области на расстоянии приблизительно 8 км на север-северо-восток по прямой от административного центра поселения деревни Верхняя Уфтюга на левом берегу реки Уфтюга.

## История
В 1859 году здесь (деревня Сольвычегодского уезда Вологодской губернии) было учтено 3 двора.

## Население
Численность населения: 27 человек (1859 год), 2 (русские 100 %) в 2002 году, 0 в 2010.